# Квадратична функція однієї змінної

У математиці, квадратична функція — це поліноміальна функція з старшим членом другого порядку, тобто функція форми {\displaystyle f(x)=ax^{2}+bx+c,\ a\neq 0}. Графіком {\displaystyle \Gamma _{f}} квадратичної функції служить парабола з віссю, паралельною осі {\displaystyle Oy}. При {\displaystyle b=c=0} вершина параболи опиняється в точці {\displaystyle (0,0)}.

## Нулі функції
Нулі квадратичної функції
{\displaystyle f(x)=ax^{2}+bx+c\,}
це значення x такі, що f(x) = 0.
Коли коефіцієнти a, b і c, — дійсні чи  комплексні, тоді корені 
{\displaystyle x={\frac {-b\pm {\sqrt {\Delta }}}{2a}},}
де дискримінант визначений як
{\displaystyle \Delta =b^{2}-4ac\,.}

## Властивості

### Загальні властивості
1. Область визначення квадратичної функції - вся числова пряма.
2. При  {\displaystyle b\neq 0} функція не є парною і не є непарною. При  {\displaystyle b=0} квадратична функція - парна.
3. Квадратична функція неперервна і диференційована на всій області визначення.
4. Функція має єдину критичну точку {\displaystyle x=-{\frac {b}{2a}}}.
5. Область зміни функції: при {\displaystyle a>0} - безліч значень функції {\displaystyle [-{\frac {b^{2}-4ac}{4a}};+\infty )}; при {\displaystyle a<0} - безліч значень функції {\displaystyle (-\infty ;-{\frac {b^{2}-4ac}{4a}}]}.

### Вершина
У загальному випадку вершина параболи лежить в точці {\displaystyle M_{0}(x_{0};y_{0});x_{0}=-{\frac {b}{2a}};y_{0}=f(x_{0})=c-{\frac {b^{2}}{4a}}}. Якщо {\displaystyle a>0} , То гілки параболи спрямовані вгору, якщо {\displaystyle a<0} , То гілки параболи спрямовані вниз.

### Екстремуми і перегини
Якщо {\displaystyle a>0}, то в точці {\displaystyle x=-{\frac {b}{2a}}} функція має мінімум. При {\displaystyle x<-{\frac {b}{2a}}} функція монотонно спадає, при {\displaystyle x>-{\frac {b}{2a}}} монотонно зростає.
1. Якщо {\displaystyle a<0}, то в точці {\displaystyle x=-{\frac {b}{2a}}} функція має максимум. При {\displaystyle \displaystyle x<-{\frac {b}{2a}}} функція монотонно зростає, при {\displaystyle x>-{\frac {b}{2a}}} монотонно спадає.
2. Точка графіка квадратичної функції з абсцисою {\displaystyle x=-{\frac {b}{2a}}} і ординатою {\displaystyle y=-{\frac {b^{2}-4ac}{4a}}} називається вершиною параболи.

### Графік
1. Графік квадратичної функції перетинається з віссю {\displaystyle \displaystyle Oy} в точці {\displaystyle \displaystyle y=c}. У випадку, якщо {\displaystyle \displaystyle b^{2}-4ac>0}, графік квадратичної функції перетинає вісь {\displaystyle Ox} в двох точках (різні дійсні корені квадратного рівняння); якщо {\displaystyle \displaystyle b^{2}-4ac=0}(квадратне рівняння має один корінь кратності 2), графік квадратичної функції торкається осі 0x в точці {\displaystyle \displaystyle x=-{\frac {b}{2a}}}; якщо  {\displaystyle \displaystyle b^{2}-4ac<0}, перетину з віссю {\displaystyle Ox} немає.
2. З запису квадратичної функції також випливає, що графік функції симетричний відносно прямої {\displaystyle x=-{\frac {b}{2a}}} - образу осі ординат при паралельному перенесенні {\displaystyle r=-{\frac {b}{2a}};0)}.
3. Графік функції {\displaystyle \displaystyle F(x)=ax^{2}+bx+c} (або {\displaystyle f(x)=a\left(x+{\frac {b}{2a}}\right)^{2}-{\frac {b^{2}-4ac}{4a}}}) може бути отриманий з графіка функції {\displaystyle \displaystyle f(x)=x^{2}} наступними перетвореннями :
  1. паралельним перенесенням {\displaystyle r=(-{\frac {b}{2a}};0)};
  2. стисненням (або розтягуванням) до осі абсцис в а разів;
  3. паралельним перенесенням {\displaystyle r=(0;-{\frac {b^{2}-4ac}{4a}})}[1].

## Похідна
{\displaystyle y^{\prime }=\left(x^{2}\right)^{\prime }=2x}.

## Первісна
{\displaystyle \int x^{2}dx={\frac {1}{3}}x^{3}+C}